# Morisia
Morisia é um género botânico pertencente à família Brassicaceae.